# Botunja
Botunja je naseljeno mjesto u općini Kreševo u Federaciji Bosne i Hercegovine u Bosni i Hercegovini.

## Stanovništvo

### 1991.
Nacionalni sastav stanovništva 1991. godine bio je sljedeći:
ukupno: 178
- Muslimani – 174
- Hrvati – 3
- Jugoslaveni – 1

### 2013.
Nacionalni sastav stanovništva 2013. godine bio je sljedeći:
ukupno: 109
- Bošnjaci – 109

## Vanjske poveznice
- Satelitska snimka  Arhivirana inačica izvorne stranice od 28. listopada 2020. (Wayback Machine)